# مظفرپور، میانوالی
مظفرپور (به انگلیسی: Muzaffar Pur) یک روستا در پاکستان است که در ناحیه میانوالی واقع شده‌است.